# 乾定
乾定（けんてい）は、西夏の献宗の治世で用いられた元号。1223年旧12月 - 1226年旧7月。

## 西暦・干支との対照表
| 乾定 | 元年   | 2年    | 3年    | 4年    |
| 西暦 | 1223年 | 1224年 | 1225年 | 1226年 |
| 干支 | 癸未   | 甲申   | 乙酉   | 丙戌   |